# Папа Гргур VII
Гргур VII (Сована, тада Соана, око 1020 — Салерно, 25. мај 1085), познат и као Хилдебранд из Соане је био папа од 22. априла 1073. године, па све до своје смрти. Један је од великих папа обнављача, а посебно је познат по борби за инвеституру, због чега се сукобио са царем Хенриком IV. Познат је по својим тежњама да централизује папску власт у Риму, сужавањем надлежности епископа, реформисањем свештенства и забрањивањем лаицима да врше службу у цркви. Иницирао је реформе на синодима у Летену (1074—1075) инсистирајући на моралном препороду цркве, забрани брака за свештенике и спречавању трговине црквеним положајима и звањима. Извршио је јак утицај у домену канонског права. Блаженим га је 1584. године прогласио папа Гргур XIII, а светим 1728. папа Бенедикт XIII.
Његово гесло је било Reformatio in capite et in membris.

## Животопис

### Ране године
Хилдебранд се родио у Соани (данашњој Совани), градићу у јужној Тоскани, а припадао је племићкој породици Алдобрандезчи. Оданде је послат у Рим где је његов ујак био опат у опатији св. Марије на брду Авентину. То је искуство значајно допринело обликовању Хилдебрандовог карактера. Могуће је да му је један од учитеља био и папа Гргур .
Kad je car Хајнрих  збацио папу Гргура VI, Хилдебранд је с Гргуром отишао у прогонство у Немачку, што је такође извршило знатан утицај на његово образовање. Наставио је студије у Келну, а у Рим се вратио с папом Лавом IX, под чијим је водством први пут ушао у црквену службу и постао подђакон.
Након смрти Лава IX, Хилдебранд је послан као изасланик на немачки двор како би повео преговоре о избору новог папе. Тамо је подстакао цара да подржи Гебарда који ће постати папа Виктор II (1055-1057) и поверити Хилдебранду службу легата у Француској, где се бавио случајем Беренгара из Тура чији су погледи на еухаристију изазивали сукобе. Кад је 1057. изабран папа Стефан , без претходног договора с немачким двором, Хилдебранд и Анзелмо из Луке послани су у Немачку како би ишодили царско признање. Стефан је убрзо умро, а римска је аристокрација желела да поврати свој утицај на папе, те је 1058. журно изабрала за папу Ивана из Велетрија као Бенедикта X. Такав је поступак могао да изазове унутарцрквену кризу, али она је превладана управо захваљујући Хилдебранду, чијом је подршком 1059. на папинско престоље уместо Бенедикта изабран Никола II који је извршио снажан утицај на политику курије кроз две деценије свога понтификата. На југу Италије то је значило приближавање Норманима, а на северу противнемачком покрету патарена. Током његовог понтификата је донет и закон према којем папу бира кардиналски збор, чиме је смањен утицај римскога племства и немачкога двора. Након смрти Николе II и доласком папе Александра  (1061, учврстио се Хилдебрандов положај у курији будући да је папа често избивао из Рима. Хилдебранд је знао да добро искористити опште политичке прилике, посебно у Немачкој, за јачање папинства.

### Избор за папу
Након смрти Александра II (21. априла 1073), током његова спровода у Латеранској базилици, народ је узвикнуо: „Хилдебранда за папу! Блажени Патар изабрао је Хилдебранда архиђакона!“ Његово одбијање било је узалудно, те је касније тога дана доведен у цркву св. Петра, где је на канонски начин изабран за папу. Свештеничко заређење примио је тек 22. маја 1073, а за бискупа је посвећен 30. 6. Начин његова избора често је довођен у питање, али тек много година након што се то догодило, под утицајем верских и посебно политичких сукоба. Ипак, битан пропис о избору папе није поштован, онај који се односи на тражење мишљења цара Светог римског царства.
У декрету о избору Хилдебранда за папу о њему се каже да је:
побожан човек, обдарен људским и божанским знањем, истакнути љубитељ једнакости и правде, чврст у супротностима и умерен у пробицима, човек, према речима апостоловим, доброг понашања, без мане, скроман, трезан, чист, гостољубив, који добро влада својим домом; човек који је од детињства великодушно дарован овој Мајци Цркви и који је заслугама свога живота већ био уздигнут на архиђаконску част. Стога изабиремо нашег архиђакона Хилдебранда да буде папа и наследник апостолов, и да одсад и довека носи име Гргур.— 22. априла 1073.
Средиште црквено-политичких занимања Гргура VII био је однос према немачким крајевима. Након смрти Хајнриха III битно је смањује моћ немачких владара, а његов се син Хајнрих  суочавао с озбиљним тешкоћама унутар свога царства. Уз то, папи је у прилог ишла и чињеница да је 1073. године Хајнрих био тек неискусни двадесеттрогодишњак.
Кроз године које су следиле Хајнрих је због побуне Саса био присиљен да успостави пријатељске односе с папом, те је 1074. године у присутности папинских легата извршио покајање у Нирнбергу, због одржавања пријатељства с члановима свога већа које је Гргур VII био изопштио. Хајнрих је том приликом дао заклетву оданости папи и обећао своју помоћ у обнови Цркве. Такав је став, међутим, Хајнрих напустио чим је покорио Сасе у битки код Хомбурга, 9. 6. 1075, те је желео да поврати своја владарска права у северној Италији.
Стога је послао грофа Еберхарда у Ломбардију да се супротстави патаренима, именовао Тедалда надбискупом Милана, те је покушао да успостави односе се норманским војводом Робертом Гвискаром. Гргур VII одговорио је оштрим писмом датираним 8. децембра 1075, у којем је, уз остало, оптужио Хајнрих да је прекршио своју реч, те да и даље потпомаже изопћене већнике. Уз писмо, папа је цару послао и усмену поруку у којој му је запретио изопћењем из Цркве и одузимањем царске круне. Истовремено, на Божић 1075. године, Ценције Франгипан отео је папу за време поноћне мисе у цркви св. Марије Велике. Међутим, већ га је следећег дана, на инсистирање народа, ослободио га је. Папа је осумњичио цара да стоји иза ове уроте, а цели се догађај обично наводи као почетак борбе за инвеституру.

### Сукоб с царем
Папине опомене разљутиле су Хајнриха и његов двор, те је цар на брзину сазвао државни и црквени Сабор у Вормсу који се састао 24. 1. 1076. Папа је међу високим немачким клером имао бројне непријатеље, а придружио им се и кардинал Хју Кандидус који је претходно подржавао Гргура, али му је постао непријатељ након што га је папа сменио због симоније. Присутни бискупи прихватили су Хјуове оптужбе против папе и отказали послушност, а Хајнрих је прогласио да је папа збачен, те је од Римљана тражио да изаберу новог папу.
Сабор је послао двојицу бискупа у Италију где су ишодили сличан документ од ломбардијских бискупа на синоди у Пјаченци. Као изасланик у Рим је послан Роланд из Парме који је пред синодом окупљеном у Латеранској базилици прогласио да је папа смењен, што је након првотног чуђења изазвало снажно одбијање окупљених, те је сам папа спасио изасланика од линча.
Sledećeg dana papa je svečano izop[tio Хајнрихa IV, одузео му краљевско достојанство и ослободио његове поданике присега које су му дали. Колики ће бити утицај ове одлуке зависило је од Хајнрихових поданика, посебно од немачких кнежева и осталим великаша. Тадашњи извори говоре о снажном дојму што га је, како у Италији, тако и у Немачкој, оставило изопћење цара. У Немачкој је Гргур VII задобивао све више наклоности, а великаши су искористили прилику да се отму краљевској власти под кринком послушности папи. Кад је Хајнрих сазвао племиће на благдан Духова да донесу мере против Гргура VII, појавило их се тек неколико, а Саси су се поновно побунили.

## Титулисање краља Словена
Значајан је и по томе што су за време његовог понтификата, Срби добили свог првог краља. Преко бискупа Петра, дукљанско-барског црквеног поглавара, папа је имао комуникацију са краљем Михаилом Војислављевићем (око 1050 — 1081). У писму из јануара 1078. године папа Гргур Седми је дукљанског владара титулисао као краља Словена (Michaeli Sclavorum regi).

## Смрт
Папа Гргур VII је умро у егзилу у Салерну; епитаф на његовом саркофагу у градској катедрали каже: „Волео сам правду и мрзео безакоње; зато умирем у изгнанству.“

## Оставштина
Гргура VII је папа Гргур XIII прогласио блаженим 1584. године, а канонизовао га је 24. маја 1728. папа Бенедикт XIII.